# Nakajosi
A Nakajosi (なかよし „kebelbarát”, Hepburn-átírással Nakayoshi, kunrei-átírással Nakayosi) havonta (月刊 gekkan) megjelenő sódzso mangamagazin, amelyet a Kodansha ad ki Japánban. Kiadása 1954 decemberében kezdődött, mára több mint hatvanéves múltjával a mangakiadás történetének fontos eleme. Célközönsége – akárcsak a Riboné és a Ciaoé – az általános és alsó középiskolás lányok. A telefonkönyv vastagságú mangaújsághoz általában apró ajándékokat (furokukat), így például játékokat, kis táskákat, posztereket, matricákat stb. csomagolnak. A furoku marketingcélja, hogy a lányokat saját példányuk megvásárlására ösztönözze, ne csak kölcsönkérjék a barátnőjüktől. A '90-es évek közepén a Nakajosi 400 jenbe került, és átlagosan 448 oldala volt; a becsült példányszám pedig 1 800 000.
A '90-es években a főszerkesztő, Irie Josio megpróbálta a magazint kicsit eltávolítani az első szerelmeket tárgyaló történetektől, és számos folytatásos fantasy mangát – így például a Sailor Moont – indított útjára. Ebben az időben a Nakajosi a magazin mangáiból készített animéken, illetve a mangakaraktereken alapuló értékesítésen keresztül médiákon átnyúló nagyszabású reklámkampányba kezdett.